# Zapora specjalnego przeznaczenia
Zapora specjalnego przeznaczenia jest to rodzaj zapory inżynieryjnej wykonanej w celu wyhamowania lub powstrzymania ruchu wojsk przeciwnika i zadania mu strat. Do tego rodzaju zapór zalicza się:
- miny jądrowe,
- miny i fugasy o opóźnionym działaniu,
- miny i fugasy sterowane sygnałami elektrycznymi przesyłanymi drogą przewodową lub radiową.